# Crepidium sundaicum
Crepidium sundaicum är en orkidéart som beskrevs av Dariusz Lucjan Szlachetko och Marg.. Crepidium sundaicum ingår i släktet Crepidium, och familjen orkidéer.
Artens utbredningsområde är Små Sundaöarna. Inga underarter finns listade i Catalogue of Life.